# 周崇惠
周崇惠，字仁甫，號澤合，湖廣黄州府麻城縣人。明朝政治人物、進士出身。

## 生平
萬曆十三年（1585年）乙酉科舉人，十七年（1589年）登己丑科進士，都察院觀政，十九年二月授浙江永康知縣，二十六年升刑部主事，二十九年考察調用，本年降補沈丘知縣，三十三年升南京户部主事，三十四年管北新倉，三十六年升晉郎中，三十八年升五月升貴州分巡思仁道僉事。三十九年考察以不谨致仕歸。

## 家族
曾祖周廣。祖父周良器。父周霑，县丞。